# Kőszegi kistérség

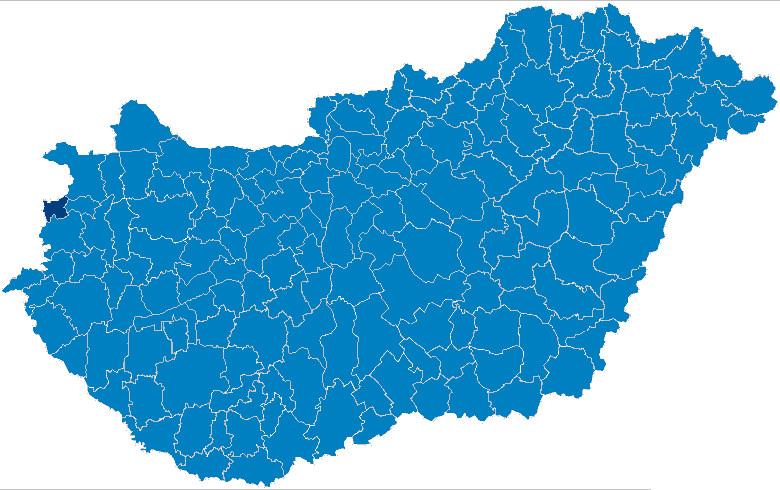
A Kőszegi kistérség

A Kőszegi kistérség egy kistérség volt Vas megyében, központja Kőszeg volt. 2014-ben az összes többi kistérséggel együtt megszűnt.

## Települései
| Bozsok   | Cák            | Gyöngyösfalu | Horvátzsidány    | Kiszsidány |
| Kőszeg   | Kőszegdoroszló | Kőszegpaty   | Kőszegszerdahely | Lukácsháza |
| Nemescsó | Ólmod          | Peresznye    | Pusztacsó        | Velem      |